# Patagonia Rebelde
Patagonia Rebelde (hay Patagonia Trágica) (có nghĩa là "Cuộc dập nổi loạn ở Patagonia") là tên chỉ cuộc đàn áp cuộc đình công của công nhân vùng nông thôn tỉnh Santa Cruz ở Patagonia, Argentina từ năm 1920 đến năm 1922. Cuộc đàn áp được tiến hành bởi đại tá Héctor Benigno Varela của Trung đoàn Kỵ binh thứ 10 thuộc Quân đội Argentina dưới lệnh của Tổng thống Hipólito Yrigoyen. Khoảng 1,500 công nhân bị bắn và giết bởi quân đội Argentina trong tiến trình này, rất nhiều trong số họ bị xử bắn sau khi đã đầu hàng. Phần lớn những người bị hành quyết là những công nhân Tây Ban Nha và Chile đang tìm cách trú ẩn ở Patagonia, Argentina sau khi cuộc đình công của họ tài thành phố Puerto Natales phía nam Chile vào ngày 27 tháng 7 năm 1920 bị dập tắt bởi chính quyền Chile (bốn lính bắn súng carabin bị giết). Ít nhất hai lính Argentina (hạ sĩ Domingo Montenegro và binh nhì Fernando Pablo Fischer), ba cảnh sát địa phương (hạ sĩ quan Tomás Rosa và binh nhất Ernesto Bozán và Juan Campos) và một vài chủ nông trại cùng với họ hàng của họ cũng bị chết trong Tragic Patagonia.

## Cuộc đình công thứ hai và bị đàn áp

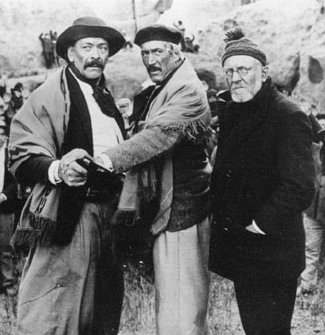
Một vài thủ lĩnh đình công như "the Gaucho" Cuello, Facón Grande và Schultz, "the German", miêu tả trong bộ phim năm 1974 Rebellion in Patagonia

## Sau đó

Kurt Gustav Wilckens